# Incensuráveis
Incensuráveis (em inglês A Wicked Company) é um ensaio do historiador alemão Philipp Blom sobre os ilustrados europeus Paul Thiry d'Holbach e Denis Diderot cujo pensamento mais radical, em opinião de Blom, tem sido esquecido, em favor e reconhecimento de figuras como Rousseau e Voltaire, ícones da história oficial da iluminismo.

## Conteúdo
O livro narra como desde as décadas anteriores à Revolução francesa de 1789, entre as décadas de 1750 a 1770, quando numerosos iluministas tinham como centro de reunião e debate intelectual das ideias revolucionárias o salão parisiano do barão Paul Henri Thiry d'Holbach. Em dito salão podia-se encontrar a Denis Diderot, Laurence Sterne, David Hume, Adam Smith, Horace Walpole, Benjamin Franklin e Jean-Jacques Rousseau.
Para Philip Blom, nessa época deu-se um grande radicalismo carregado de audácia no pensamento europeu, representado pelas figuras de Diderot e d'Holbach. Os confrontos chegaram a ser violentos e foram sufocados finalmente por Robespierre. No livro narra-se a origem e evolução destes intelectuais radicais, sua amizade, seus confrontos -sobretudo os de Rousseau com o grupo- e expõe a radicalidade e subversão de muitas de suas ideias, de caráter humanista, ateias, apaixonadas, que consideravam necessárias para uma nova sociedade.

## Índice do livro Incensuráveis
O livro estrutura-se numa introdução, 3 partes, a cada uma delas com vários capítulos, e um epílogo que inclui a bibliografia, as notas e o índice analítico.
Pais e filhos
- 1 - A cidade das luzes
- 2 - Viagem
- 3 - Encyclopédie : grandes ambições
- 4 - Chez Monsieur d'Holbach
- 5 - Audácia
- 6 - O cristianismo desmascarado
- 7 - Só o homem mau vive só

Máquinas maravilhosas
- 8 - Le bon David
- 9 - Uma Filosofia Natural
- 10 - Os Xeiques da rue Royale
- 11 -  Grandval
- 12 - O Urso

A ilha do amor
- 13 - Crime e castigo
- 14 - O cão mais ingrato do mundo
- 15 - Fama e destino
- 16 - A imperatriz e o rei da galette
- 17 - Sexo no paraíso
- 18 - Cinquenta sacerdotes contratados

Epílogo. Uma revolução roubada
- Os protagonistas
- Bibliografia, notas e índice analítico.

## Veja-se também
- Ilustração
- Revolução francesa
- L'Encyclopédie

1. 1 2  Ficha del libro Gente peligrosa en la editorial Anagrama, consultado el 23 de abril de 2012
2. 1 2  Gente peligrosa, en Revista de Letras, La Vanguardia, 15/4/2012
3. ↑  Atheism and the Enlightenment. In the name of godlessness. An 18th-century Paris salon where philosophers met to eat and drink and deny the existence of God and the soul. The economist, 28/10/2010
4. ↑  J.M. Martí Font, El gran combate de la Ilustración., El País, 26/4/2012